# Likon
Likon – filozof perypatetycki okresu hellenizmu.
Urodził się na początku III wieku p.n.e. w Troadzie. Około 270 r. p.n.e. został przywódcą Perypatu jako następca Stratona. Kierował nim do ok. 226/224 r. p.n.e. Jego dzieła były cenione ze względu na styl, jednak słabe jednak filozoficznie. Interesował się przede wszystkim etyką i zagadnieniami wychowawczymi. 
W filozofii Likona można zauważyć wyraźne wpływy stoicyzmu, polegające m.in. na ograniczaniu wpływu (zwłaszcza negatywnego) zjawisk zewnętrznych na duszę i tym samym na szczęście człowieka.